# Hymenophyllum balfourii
Hymenophyllum balfourii är en hinnbräkenväxtart som beskrevs av Bak. Hymenophyllum balfourii ingår i släktet Hymenophyllum och familjen Hymenophyllaceae. Inga underarter finns listade.